# Пограничный слой

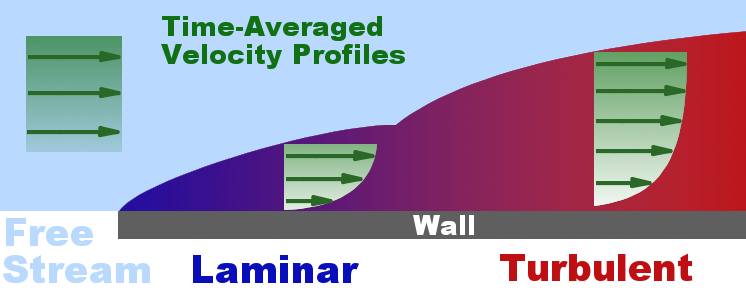
Схематическое изображение пограничного слоя и его утолщения при переходе к турбулентности

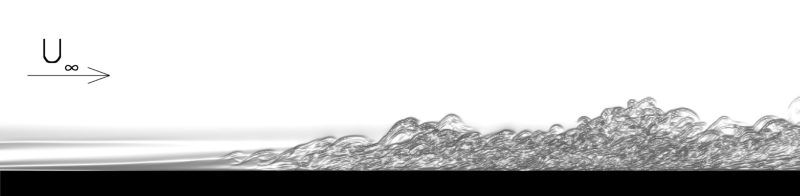
Шлирен-визуализация пограничного слоя. На картинке виден ламинарно-турбулентный переход.

Пограни́чный слой (ПС) в аэродинамике — слой трения: тонкий слой на поверхности обтекаемого тела или летательного аппарата (ЛА), в котором проявляется эффект вязкости. ПС характеризуется сильным градиентом скорости потока: скорость меняется от нулевой, на поверхности ЛА, до скорости потока вне пограничного слоя (в аэродинамике принято рассматривать ЛА неподвижным, а набегающий на него поток газа имеющим скорость ЛА, то есть в системе отсчёта ЛА).

## Общие сведения
Понятие пограничного слоя было впервые введено Людвигом Прандтлем в статье, представленной 12 августа 1904 года на третьем Международном конгрессе математиков в Гейдельберге, Германия. Введение ПС позволяет существенно упростить моделирующие течение жидкости/газа уравнения путём разделения потока на две области: тонкого вязкого пограничного слоя и области невязкого течения. Уравнения невязкого течения (уравнения Эйлера) существенно проще моделирующих вязкое течение полных уравнений Навье-Стокса. Теплообмен обтекаемого тела с потоком также происходит исключительно в пограничном слое, что опять же позволяет упростить решение уравнений за пределами ПС.

## Толщина пограничного слоя
В экспериментальной физике за толщину ПС принято брать такое расстояние от стенки обтекаемого тела, на котором скорость течения отличается на 1 % от скорости внешнего течения. Вместо толщины пограничного слоя, часто используют толщину вытеснения: расстояние, на которое вытесняются (отодвигаются от тела) линии тока внешнего течения вследствие образования ПС. За счет вытеснения линий тока увеличивается эффективная толщина тела, что приводит к увеличению сопротивления тела. Для пластины толщина вытеснения равна приблизительно 1/3 толщины пограничного слоя.
Поскольку в ПС силы инерции и силы трения одного порядка, то приравнивая эти силы, можно получить оценку толщины пограничного слоя для сверхзвукового потока:
{\displaystyle \delta \propto {\sqrt {\frac {\mu l}{\rho U}}}}, где {\displaystyle \mu } — динамическая вязкость, {\displaystyle l} — характерная длина тела (например длина пластины, если рассматривать обтекание плоской пластины), {\displaystyle \rho } — плотность газа или жидкости, {\displaystyle U} — скорость набегающего потока.
Для гиперзвукового слоя указанная оценка имеет вид:
{\displaystyle \delta \propto {\sqrt[{4}]{\frac {\mu l}{\rho U}}}}, где {\displaystyle \mu } - динамическая вязкость, {\displaystyle l} — характерная длина тела
Для ламинарного ПС коэффициент пропорциональности, делающий из вышеприведённой формулы равенство, равняется приблизительно 5:
{\displaystyle \delta =5{\sqrt {\frac {\mu l}{\rho U}}}}
В зависимости от скорости потока, толщина ПС может составлять от нескольких сантиметров (на дозвуковых скоростях), до значений меньше миллиметра (на гиперзвуковых скоростях).

## Значение пограничного слоя
- Сила трения

За счет сил трения в ПС даже бесконечно тонкая пластина при движении в газе будет испытывать сопротивление — сопротивление трения или вязкое сопротивление.
Оценка силы сопротивления для пластины при ламинарном обтекании даёт: {\displaystyle W\propto b{\sqrt {\mu \rho U^{3}l}}}, где b — ширина пластины.
Из оценки видно, что сопротивление пропорционально скорости потока в степени 3/2 и квадратному корню из длины пластины. В случае турбулентного обтекания сопротивление трения возрастает.
- Состояние ПС. Пограничный слой может находиться в различных состояниях, основные из которых:
  - ламинарное
  - турбулентное
  - отрывное

От того, в каком состоянии находится пограничный слой зависят характеристики обтекания ЛА: сопротивление трения, тепловые потоки к поверхности ЛА, подъёмная сила.
Сопротивление трения увеличивает расход топлива ЛА, поэтому ЛА стараются проектировать таким образом, чтобы его обтекание было максимально ламинарным. Тепловые потоки наиболее важны при сверх- и гиперзвуковых скоростях (например для возвращаемых космических аппаратов). Высокие тепловые потоки приводят к тому, что на гиперзвуковые ЛА приходится ставить теплозащиту. Поскольку в турбулентном пограничном слое тепловые потоки в 10-100 раз выше, чем в ламинарном, то для проектирования ЛА крайне важную роль играет предсказание положения ламинарно-турбулетного перехода. Неправильный учёт тепловых потоков или их неконтролируемый рост может привести к гибели ЛА, как это произошло, например, с шаттлом «Колумбия».